# Nicole Zweigler
Nicole Zweigler (* 11. April 1990 in Neubrandenburg) ist eine ehemalige deutsche Fußballspielerin.

## Leben

### Karriere
Zweigler startete ihre Karriere mit dem FFV Neubrandenburg und rückte in der Saison 2006/07 in die Regionalliga-Mannschaft auf. Im Sommer 2009 kehrte sie den FFV Neubrandenburg den Rücken und wechselte zum Fußball-Bundesligisten Hamburger SV. Sie kam in ihren zwei Jahren beim HSV zu 34 Bundesliga-Einsätzen unter Achim Feifel, bevor sie im Sommer 2011 für den SV Hafen Rostock 61 unterschrieb. Nach nur einen halben Jahr löste sie im Januar 2012 ihren Vertrag auf und pausierte aufgrund ihres Studiums. Seit Februar 2013 steht die 34-fache Bundesligaspielerin wieder beim  Hamburger SV in der Regionalliga unter Vertrag. Nach ihrer Rückkehr spielte sie 7 Spiele und erzielte 2 Tore, bevor sie den Verein aus Hamburg wieder verließ und ihre Karriere beendete.